# Economia degli Stati Uniti d'America
L'economia degli Stati Uniti d'America è la più grande e sviluppata del mondo per valore aggiunto, con un prodotto interno lordo di 20 mila ,54 miliardi di dollari nel 2020.
I settori di punta sono il terziario (banche, assicurazioni, trasporti, commercio, editoria, intrattenimento) e l'industria (petrolio, armi, prodotti di largo consumo, aerospazio, automobili, elettronica, informatica, telematica). Rilevante è anche il peso del settore primario, soprattutto nella produzione di soia e cereali (mais, frumento) e nella zootecnia, nonostante il ridottissimo numero di addetti.
Già molto grande e sviluppata sul finire dell'Ottocento, l'economia statunitense ha cominciato a decollare davvero solo dopo la seconda guerra mondiale. Cresciuta a grandi passi negli anni cinquanta e sessanta, a partire dal 1965 cominciarono a manifestarsi i problemi strutturali del sistema economico internazionale istituito a Bretton Woods. Negli USA gli squilibri macroeconomici e l'inflazione furono dovuti dall'aumento del costo delle materie prime a causa della svalutazione del dollaro e in questo decennio iniziarono anche problemi di deficit commerciale a causa della costosa guerra del Vietnam.
Il ruolo del dollaro negli scambi commerciali internazionali determinò l'aumento dell'inflazione e il deflusso di capitali in valuta pregiata verso l'estero. Furono molte le misure adottate dalle amministrazioni statunitensi, tra le quali vi fu l'introduzione della Interest Equalization Tax (IET), volta a scoraggiare il movimento di capitali verso l'estero attraverso un aumento dei costi di transazione tramite la tassazione. Gli anni '70 furono caratterizzati dalla fine del sistema di cambi fissi di Bretton Woods e dall'inconvertibilità del dollaro in oro.
Di recente gli sforzi economici del Paese si sono concentrati su debito pubblico nazionale (34 000 miliardi di dollari a fine 2023), debiti aziendali (9 000 miliardi), ridotta solvibilità delle obbligazioni, debiti del servizio sanitario (34 000 miliardi), difficoltà finanziarie dei servizi sociali (12 000 miliardi), debito estero (calcolato da istituti fuori degli USA), deficit commerciale ed aumento dell'immigrazione clandestina. A fine 2023 il debito pubblico nazionale è ammontato a circa 34 000 miliardi di dollari USA, quota pari a quasi il 129% del PIL. Ciò comprende anche i vari deficit e problemi d'interesse del governo.

## Dati[4]
- Dati socio-economici (2016):

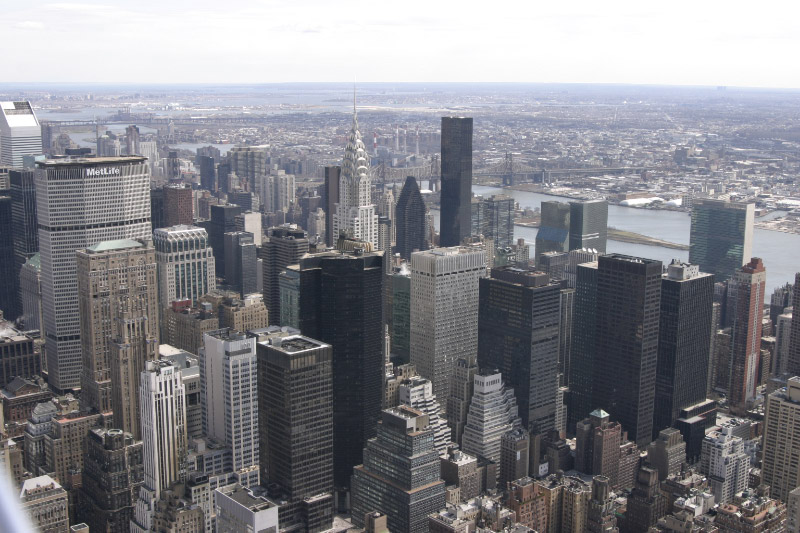
Manhattan, simbolo della potenza economica statunitense.

  - PIL: $1700.2 miliardi di dollari statunitensi Q3 2016
  - PIL pro capite: $70,400 (2021)
  - Tasso di disoccupazione: 5.5% (2019)
  - Debito pubblico: 104% del PIL
  - Deficit pubblico: 2,67% del PIL[5]
  - Indice di povertà: 10%

### Conti con l'estero
A partire dal 1981, un disavanzo del conto corrente si è andato approfondendo con il tempo fino a raggiungere il 6% del PIL nel 2006. Negli anni successivi, anche per il sopraggiungere della crisi economica, il disavanzo si è quasi dimezzato toccando il 2,94% del prodotto interno lordo nel 2009. Tuttavia, secondo le stime del Fondo Monetario Internazionale il deficit estero è destinato a peggiorare nuovamente nei prossimi anni.
In particolare, tale deficit è dovuto ad un forte disavanzo commerciale. Al contrario, nel settore dei servizi le esportazioni sono superiori alle importazioni di circa l'1% del PIL.
Tra le cause principali di questo trentennale disavanzo sono i bassissimi livelli di risparmio delle famiglie, ai quali corrispondono altissimi consumi (intorno al 70% del PIL). Inoltre, anche se il tasso di cambio del dollaro si è deprezzato di circa il 25% tra il 2002 ed il 2007, il commercio estero non ne ha beneficiato in quanto tale deprezzamento è avvenuto pressoché esclusivamente a scapito delle valute occidentali (in particolare dell'euro) e non nei confronti di quelle dei Paesi emergenti, le cui banche centrali sono spesso intervenute per mantenere sottovalutato il tasso di cambio, rendendo così più convenienti le importazioni di merci da quei Paesi e, contemporaneamente, meno competitive le merci statunitensi.

### Debito pubblico
Il debito pubblico degli Stati Uniti ha raggiunto nel 2009 gli 11.683 miliardi di dollari, circa l'83% del PIL, più che raddoppiato rispetto al 2000, quando era inferiore ai 5.500 miliardi (54% del PIL). In particolare, la crescita del debito ha avuto una forte accelerazione nel biennio 2008-2009 in coincidenza con le misure prese dal Governo per combattere la crisi finanziaria ed economica. Infatti, in questi due anni il deficit pubblico è stato molto elevato (6,6% e 12,5% rispettivamente). D'altra parte, già nei primi anni del decennio, gli Stati Uniti avevano fatto registrare di nuovo deficit di bilancio, ponendo fine alla politica di avanzi di bilancio e risanamento dei conti pubblici che aveva caratterizzato gli anni '90.
Del debito complessivo a dicembre 2009, quasi 3.700 miliardi sono detenuti da persone fisiche e Stati esteri (in particolare, Cina per circa 900 miliardi, Giappone per 765 miliardi e Regno Unito per 180 miliardi).

### Allevamento ed agricoltura
Le aree per l'allevamento comprendono il Texas e le catene montuose occidentali dove vi è grande disponibilità di praterie per il pascolo. Queste carni sono più adatte alla macellazione.
Le aree dove l'allevamento ha come scopo la produzione di latte, invece, sono il Nord-Est, i monti Appalachi e la zona dei grandi laghi: questa parte di territorio è chiamata "dairy belt".
Per quanto riguarda l'agricoltura, è privilegiata una tecnica di tipo estensivo.
Le colture sono suddivise nelle cosiddette belt. La "wheat belt" è la cintura del grano, che comprende la parte centrale degli USA, è un territorio caratterizzato da un clima secco, quindi non adatto ad altri tipi di coltura. La coltivazione del grano è praticata anche in alcuni Stati del Nord come il Minnesota, il Dakota e il Montana. Questa coltura è diffusa anche in alcune aree del Sud come Texas, Kansas e Oklahoma, dove il grano è coltivato in autunno.

La "corn belt", la cintura del granturco, che comprende quegli Stati che godono di un clima mite durante tutto l'anno, Indiana, Illinois, Iowa e Nebraska, ha portato, grazie all'altissima produzione, gli USA ad essere il primo produttore mondiale di granoturco.
La "cotton belt", che non esiste quasi più, includeva le aree del profondo Sud, ora è limitata a Texas, Mississippi, Arizona e California.
Nelle aree più a Sud la coltivazione è stata sostituita da altri prodotti più richiesti sul mercato e che richiedono le medesime condizioni climatiche come il tabacco, il riso, arachidi e canna da zucchero.
L'orticoltura è anch'essa molto importante ed è praticata nel Nord-Est vicino alle grandi megalopoli dove vi è una grande richiesta di prodotti deperibili; l'orticoltura è anche diffusa in California e Florida..
Notevole è anche la produzione di legname, grazie agli oltre 300 milioni di ettari di foreste, che permettono una produzione di 500 milioni di metri cubi di legname all'anno.

### Pesca
Con 7,7 milioni di tonnellate di prodotti ittici, gli USA sono il 6º paese mondiale più pescoso dopo Russia, Cina, Perù, Giappone e Cile.
In California e nel golfo del Messico, è fiorente anche l'allevamento di ostriche e aragoste.

### Industria
L'industria è un altro settore dove gli USA sono estremamente competitivi, anche se dal 1970 è in continua discesa, sostituita dai servizi e prodotti di alto valore aggiunto e molte industrie sono state delocalizzate. È stata favorita sin dal XIX secolo dalle ricche risorse minerarie che hanno fatto sviluppare le industrie del settore. La "manufacturing belt" (la cintura manifatturiera), si estende in tutto il nord est, ma si sta espandendo anche verso sud ed ovest. Nel 2023, grazie agli incentivi dell'Inflation Reduction Act dell'anno precedente, la spesa per l'edilizia manifatturiera raggiunto il valore record di 108 miliardi di dollari.
L'industria statunitense è favorita principalmente da tre fattori: abbondanza di capitali, tecnologie all'avanguardia e diffusione nel mondo dalla fine del XIX secolo. Le produzioni più importanti riguardano le automobili (Fiat Chrysler Automobiles, General Motors, Ford), i mezzi aerospaziali (Boeing), i prodotti chimici, farmaceutici e soprattutto derivati del petrolio, gli elettrodomestici (Whirlpool), l'elettronica di consumo (Hewlett-Packard, Dell, Apple), la microelettronica (Intel), i prodotti alimentari, dell'alta moda e dell'abbigliamento sportivo (famosi i marchi Reebok e Nike), l'industria del tabacco (famosi i marchi Camel, Philip Morris, Chesterfield e Marlboro), i laterizi e le armi.

### Settore terziario
Il terziario è il campo dove gli Stati Uniti sono più avanzati. Il 72,1% del PIL deriva dal terziario ed il 73,3% dei lavoratori è impiegato in questo settore.
Grande importanza è data ai trasporti con oltre 300.000 km di rete ferroviaria, usata più che altro per il trasporto merci ed è integrata con un'efficientissima rete stradale; la rete stradale e ferroviaria coprono tutto il territorio favorendo il trasporto delle merci ed i viaggi. Nonostante gli attentati dell'11 settembre il trasporto aereo, con i suoi 16.000 aeroporti, è uno dei preferiti dagli statunitensi, sia per gli spostamenti interni che all'estero. Anche i trasporti navali sono estremamente sviluppati. La sviluppata rete di trasporti ha favorito la nascita di attività commerciali ad essa legate come i motel, le assicurazioni, gli spedizionieri e le aree di servizio. Un altro settore del terziario molto efficiente è la scuola privata: essa offre un elevato grado di insegnamento e di sicurezza, mentre le scuole pubbliche sono tuttora alle prese con vari problemi, come l'analfabetismo di ritorno e le sparatorie; sono presenti anche i servizi accessori alle imprese, come gli studi di assistenza legale, marketing e pubblicità. Un peso elevato hanno i settori dell'intrattenimento (TV, cinema, musica, attività culturali) e dell'editoria. Importante è anche il turismo: ogni anno gli USA accolgono 30 milioni di visitatori.

## Sistema bancario
Al 2023 circa 2.000 delle 4.800 banche statunitensi presentano livelli minimi delle proprie riserve di capitale.

### Commercio internazionale
Il commercio internazionale vede ai primi posti le esportazioni industriali (auto, aerei, mezzi spaziali, armi, prodotti chimici ed alimentari, computer e relative periferiche, software, microelettronica, abbigliamento), seguite da tabacco, soia, mais, cotone; mentre il Paese importa energia, prodotti finiti, manufatti (per la maggior parte abiti) dall'Asia e anche di minor importanza di alta gamma. I principali partner commerciali degli USA sono Canada, Messico, Cina, Giappone, Germania, Gran Bretagna ed Arabia Saudita. Il commercio interno è guidato da vaste e potenti reti di distribuzione, che in gran parte vendono tramite centri commerciali (department stores) e sono diffusi in tutto il territorio.
Il settore dove gli USA hanno minore competizione a livello internazionale è quello delle telecomunicazioni, nonostante gli incentivi anche statali. Quasi tutti hanno accesso alla TV satellitare e via cavo, così come alle connessioni Internet anche ad alta velocità.

## L'importanza del dollaro
Uno dei punti di forza degli USA è rappresentato dal metro di valuta monetaria: il dollaro statunitense è la moneta di riferimento a livello mondiale, in dollari sono quotate le materie prime ed alcuni paesi adottano il dollaro americano come valuta nazionale.
Questo vuol dire che gli Stati Uniti possono emettere più moneta di quella necessaria per soddisfare il bisogno nazionale con conseguente aumento del signoraggio incamerato dalla banca centrale. Il vero vantaggio consiste nell'avere una maggiore libertà di usare gli strumenti di politica monetaria per la stabilizzazione interna.